# Hibiscus antanossarum
Hibiscus antanossarum är en malvaväxtart som beskrevs av Henri Ernest Baillon. Hibiscus antanossarum ingår i Hibiskussläktet som ingår i familjen malvaväxter. Inga underarter finns listade i Catalogue of Life.